# Charlie Bauer
Pour les articles homonymes, voir Bauer.
Ne pas confondre avec le directeur de la photographie Charles « Charlie » Bauer (1904-1975).
Charlie Bauer, né le 24 février 1943 à Marseille et mort le 7 août 2011 à Montargis dans le Loiret, est un militant révolutionnaire d'extrême gauche.
Ancien complice de Jacques Mesrine, il a été détenu 25 ans en prison, dont neuf dans les quartiers de haute sécurité (QHS).

## Biographie
Charlie Bauer naît dans le quartier de l'Estaque à Marseille, fils d’ouvriers juifs, communistes et résistants.

### Enfance et Adolescence
Adhérent des Jeunesses communistes, il rompt avec celles-ci au moment du vote par le PCF de crédits militaires pour la guerre d'Algérie.
Il soutient dès lors le Front de libération nationale, pendant la guerre d’Algérie, pour lequel il vole des armes, et détourne des conteneurs sur le port de Marseille.

### Prison
Arrêté à l'âge de 19 ans (la majorité est alors à 21 ans), il est condamné à plusieurs reprises pour des vols, qu’il considère comme une « pratique politique ». En bande organisée et armée, il dévalise trains et magasins de luxe afin de redistribuer les marchandises. L'expression "tombé du camion" viendrait de là.
Arrêté en 1962, la dernière année de la guerre d'Algérie, il est torturé à l'électricité par des policiers [réf. nécessaire] puis reste 15 ans en prison.

### Tentative d'évasion de la prison de Clairvaux en 1971
Il  tente de s'évader de la prison de Clairvaux, en 1971, par les égouts. Les surveillants inondent les sous-sols pour l'en empêcher. Les évadés manquent de se noyer et doivent passer sous une haie de matraques avant de regagner leurs cellules.
Il devient un défenseur acharné des droits des prisonniers, contre les QHS, pour l'accès à la télévision dans les cellules puis bénéficie d'une libération conditionnelle en février 1977.

### Libération conditionnelle en février 1977
En septembre 1976, il est transféré à la prison de la Santé, où il rencontre brièvement Pierre Goldman qui s'apprête à en sortir et donne des cours dans différentes disciplines aux détenus. Il bénéficie d'une libération conditionnelle en février 1977 et se voit hébergé par Pierre Goldman les premiers jours. "Quand je suis sorti en 1977, on a nourri le projet de monter un groupe d'intervention antifasciste", racontera-t-il, mais "sans lendemain" car Goldman est rapidement pris par la création d'un club de jazz à la Chapelle des Lombards. Bauer s'est ainsi engagé dans un groupe antifasciste de réfugiés politiques d'Amérique latine, en compagnie de Pierre Goldman.
Alors qu'il préparait un livre qui sortira en 2006, le commissaire Lucien Aimé-Blanc accusera en janvier 2010 le même Goldman, via une déclaration rapportée quatre ans plus tard par Fred Guilledoux dans La Provence le 29 janvier 2010, d'avoir en 1979 tenté de s'être attaqué aux groupes antibasques montés par la police espagnole (Groupes antiterroristes de libération, GAL), en tentant de "monter un groupe armé pour contrer ces anti-ETA", aboutissant à ce que "des truands marseillais l'ont alors tué avec Maïone", ce que  Lucien Aimé-Blanc affirmait en 2010 au journaliste de La Provence "avoir pu vérifier".

### Soupçonné de complicité avec Mesrine
Sur la base d'informations de policer erronées, reprises par la presse, il est considéré comme le complice de Jacques Mesrine, traqué par toutes les polices,, dans deux affaires l'enlèvement du milliardaire Lelièvre, et la tentative de meurtre du journaliste de Minute Jacques Tillier. Il sera acquitté dans les deux.
Le complice de Jacques Mesrine dans l'enlèvement d'Henri Lelièvre en 1979 ne sera découvert qu'après la mort de ce dernier, malgré de nombreux indices. Il s'agit de Michel Schayewski, 35 ans, recherché par la police comme membres du "gang à Nénesse", spécialisé dans le racket, le proxénétisme et les attaques à main armée au sud de la région parisienne, propriétaire d'une grande maison, près d'Amboise, où Mesrine et sa compagne sont "rapidement invités pour le week-end" et où les deux hommes préparent un vol puis le rapt d'Henri Lelièvre. Le 1er décembre 1981, Le Monde révèle que la police aurait retrouvé, près de Blois (Loir-et-Cher) la maison où il fut séquestré en juin 1979, au hameau du Breuil, occupée jusqu'à sa retraite par un cultivateur. La maison a été louée via le syndicat d'initiative de Blois, à trente kilomètres seulement d'Amboise, par un homme "très grand et plutôt blond", au nom de son " frère malade ". Un mois et demi après Michel Schayewski est arrêté le 10 janvier 1980 par la BRI à Nice, avec dans son automobile 500 000 francs en coupures de 500 francs et un colt 357 magnum. Il sera condamné le 17 décembre 1981 à 20 ans de réclusion criminelle, avec Philippe Roubat, pour plusieurs hold-up avec prise d'otages puis le  30 avril 1982 comme "complice de Jacques Mesrine dans le rapt et la séquestration" d'Henri Lelièvre, à quinze années de réclusion criminelle, suivant en cela très exactement les réquisitions de l'avocat général. Michel Schayewski a avoué l'ensemble des faits, y compris le tir de sept balles de 22 long rifle sur une voiture de police qui surveillait la première remise de rançon. L'affaire a inspiré un film sorti en 1995.
Dès le mois de juin, deux garagistes, Fernand Martin-Dumagny et son frère Dominique, avaient dépannées les femmes de Schayewski et Mesrine, embourbées en pleine forêt toute une nuit dans leur Lada. Ensuite, « le grand blond » comme appelé par les gens du village, venait au garage "presque tous les jours" pour s'enquérir de la réparation. C'est seulement une semaine après la mort de Mesrine le 2 novembre 1979, que la police s'intéresse à ce garage: elle a entendu parler du moteur d'une Renault 30 qui aurait servi à un hold-up en région parisienne. Le moteur est toujours dans ce garage près du lieu du rapt et les kidnappeurs avaient même chargés les garagistes de le revendre. Pour gagner du temps les policiers, sans d'abord se dévoiler, proposent même de l'acheter. La police s'intéresse à cette nouvelle piste seulement en novembre, car Bauer, arrêté le jour de la mort de Mesrine, a rapidement démontré son innocence. Il avait a été mis sur écoute six semaines avant, acceptant une invitation de Mesrine au restaurant, une autre pour acheter des meubles avec des billets provenant de la rançon, qu'on retrouvera chez lui, mais dont le nombre n'a jamais été précisé. Henri Lelièvre a entre-temps versé 500 000 francs en octobre à un émissaire de Mesrine. Ayant vu la photo de Mesrine dans Détective, il a le même mois crû reconnaître Charlie Bauer lors de l'enquête de police, mais n'en est plus sûr au procès.
Bauer sera aussi finalement blanchi après avoir été aussi, un temps, soupçonné d'avoir séquestré le 10 septembre 1979, avec le même Jacques Mesrine, Jacques Tillier, journaliste de l'hebdomadaire d'extrême-droite Minute, qui sera retrouvé nu et à moitié mort, même s'ils neutralisent Mesrine deux jours après.
Charlie Bauer a passé vingt-cinq ans de sa vie en prison, dont neuf en Quartier de haute sécurité. Il tentera de s'évader huit fois. Il passe par Paris, Marseille et Lisieux où il rencontre sa femme, Renée, professeur de philosophie.
Lors de son séjour en prison, il passe deux licences universitaires, en psychologie et en philosophie, et un doctorat d’anthropologie sociale. Farouche opposant des prisons et des QHS, Charlie Bauer deviendra un défenseur acharné des droits des prisonniers, en luttant notamment pour qu’ils aient droit à la télévision dans les cellules et puissent avoir accès aux livres et aux journaux.

### Auteur
Deux ans après sa libération en 1988, Charlie Bauer rédige une autobiographie, Fractures d'une vie, qui se vend à 150 000 exemplaires. En 1990, il prépare un ouvrage sur Marseille avec Robert Doisneau qui décède durant ce projet.

### Acteur
Charlie Bauer est conseiller technique sur le film L'Ennemi public no 1 de la saga Jacques Mesrine en 2008. Son personnage est interprété par Gérard Lanvin. Toutefois, les critiques soulignent que Charlie Bauer a une trentaine d'années dans les années 1970, alors que Gerard Lanvin a cinquante-huit ans lors du tournage. Il tient un rôle dans le film Lumière noire de Med Hondo en 1996 et un autre dans l'adaptation théâtrale de récits de la Kolyma de Varlam Chalamov.

### Mort
Charlie Bauer est mort le 7 août 2011 d'une crise cardiaque à Montargis dans le Loiret.

### Vie privée
Charlie Bauer est le père de Sarah Illioucha Bauer.
Ses idées ont été qualifiées d'anarcho-communistes.

## Publications
- Fractures d'une vie, Marseille, Agone, 2004, 445 p. (ISBN 2-7489-0025-1, OCLC 469532787)
- Le Redresseur de clous : une violence révolutionnaire, Paris, Le Cherche midi, 2010, 334 p. (ISBN 978-2-7491-1706-5, OCLC 671465606)

## Audio
- Interview audio par Daniel Mermet et Pascale Pascariello, France Inter

## Filmographie

### Sur Charlie Bauer
- Rouge Bandit, court métrage réalisé par Fred Nicolas
- Charlie Bauer Marathonien de l'espoir

### Avec Charlie Bauer
- Wild War - Graffiti Clashs From Paris : Vol. 1

### Avec le  personnage de Charlie Bauer
- Mesrine
- L'Ennemi public no 1, interprété par Gérard Lanvin.